# Carmen Cubana – A Latin Pop Opera
Carmen Cubana ist ein Musical von Kim Duddy (Buch und Songtexte), Martin Gellner und Werner Stranka (Musik und Songtexte). Es basiert auf der Novelle Carmen von Prosper Mérimée und der gleichnamigen Oper Carmen von Georges Bizet. Die Uraufführung fand am 19. Juli 2006 in Amstetten, Österreich statt.

## Handlung
ACT 1
Santiago de Cuba im August 1994, das traditionelle ‚Fest des Feuers' tobt in den Straßen der Stadt / FIESTA DEL FUEGO. Lilas Pastia, Barbesitzer und ‚Pate' von Santiago, sorgt für aller Wohlbefinden. Carmen betritt mit ihren Freundinnen Mercedes und Francesca die Bühne – es ist der größte Event des Jahres.
Kurze Zeit später an der Küste Kubas. Während die Fiesta noch in vollem Gange ist, wollen Carmen, ihr Cousin Carlos, Tito, Juan und Pepe Kuba mit dem Boot Richtung Amerika flüchten. Lilas weiß, dass Carmen sich ihren Traum einer Gesangskarriere nur in Amerika erfüllen kann und hat die Flucht perfekt organisiert. Die kleine Gruppe nimmt bewegten Abschied von ihren Lieben und besteigt das selbst gebastelte Boot in der Hoffnung auf eine bessere Zukunft / BE THIS WAY.
Die Reise dauert nur kurz – das Boot hält den Wellen nicht stand. Carmen ertrinkt beinahe und Tito wird schwer verletzt. Die amerikanische Küstenwache greift die Flüchtlinge auf und bringt sie in die amerikanische Marinebasis in Guantanamo Bay / THE LAUNCH.
Zwei Monate später. Die Flüchtlinge haben sich im Lager eingerichtet. Heimatlos im eigenen Land, zwischen den Welten / BACK TO CUBA. Während die Soldaten an der Erweiterung des Flüchtlingslagers arbeiten, versucht Carmen, Joe auf sich aufmerksam zu machen. Sie provoziert ihn und unterhält dabei ihre Landsleute. Er reizt sie umso mehr, als er auf ihre Verführungsversuche nicht reagiert. Sie wirft ihm eine Rose zu, die er von den anderen unbemerkt aufhebt ... / HABANERA.
Joe wird von seinen Soldatenkumpels angestachelt, Carmen's verführerisches Angebot anzunehmen, der aber hat bereits seine Zukunft geplant: seine Jugendliebe heiraten, Pilotenausbildung und ein geregeltes Leben / LENA
Während des Duschens wird Carmen von Alicia, einer anderen Kubanerin, provoziert. Carmen versucht anfangs, die Situation zu beruhigen, aber Alicia beschimpft sie als Hure, wodurch die Situation eskaliert. Patrouillierende Soldaten trennen die kämpfenden Frauen. Carmen hat die Rivalin in die Wange gebissen und wird von Joe in Sergeant Coopers Büro gebracht. Wieder versucht sie, ihn zu bezirzen, damit er ihr zur Flucht verhilft.
Carmen wird von Sergeant Cooper verhört. Auch Joe wird hart angefasst, als er die Situation zu Carmens Gunsten abschwächt. Als Cooper und Carmen allein sind stellt sich heraus, dass sie eine gemeinsame Vergangenheit haben. Der Sergeant bietet ihr ein eindeutiges Geschäft an, das Carmen stolz zurückweist.
Carmen sitzt im Warteraum, während Joe vor der Tür Wache hält. Er weiß nichts über diese Frau, die ihn in die totale Verwirrung stürzt / WHO IS SHE. Carmen ruft nach Joe, er betritt den Warteraum, löst ihre Handschellen und sie erliegen einander / THE SEDUCTION.
Während des Schichtwechsels schleust Joe Carmen aus der Basis. Sie kann ihm noch sagen, dass er in Lilas Pastia's Bar kommen soll. Joe wird verhaftet. Wie ein Dorn hat sich Carmen in sein Herz gebohrt. Joe erkennt, verzweifelt und leidenschaftlich zugleich, die Liebe zu dieser Frau, die sein geordnetes Leben auf so unerwartete Weise verändert hat / THE ROSE SONG.
Ein Monat ist vergangen. Bei Lilas Pastia ist wieder mal der Teufel los und seinen Gästen mangelt es an nichts, es wird getanzt, getrunken, geraucht / LILAS PASTIA‘S. Carmen's Flucht ist gelungen, sie arbeitet wieder in der Bar und Mercedes und Francesca erzählen ihr von dem Plan, mit Escamillo, einem berühmten kubanischen Pop-Sänger, als Background Sängerinnen auf Tour zu gehen. Carmen aber will nicht weg. Sie wartet auf Joe. 
Sergeant Cooper ist nicht nur ein guter Gast in Lilas‘ Bar, sondern auch in illegale Geschäfte mit ihm verwickelt. Es fällt Carmen auf Grund seines aufdringlichen Verhaltens schwer, nett zu ihm zu sein. Gerade als Cooper ihr von Joes Entlassung aus der Haft erzählt, betreten Escamillo, sein Manager Rum und Morales die Bar. Begeisterung bricht aus. Escamillo hat einen kleinen Auftritt und umgarnt Carmen während des gesamten Liedes / BE MY LADY. Er lädt sie ein, ihn bei seiner Tournee durch Kuba zu begleiten. Sie lässt ihn eiskalt abblitzen. Rum, Mercedes und Francesca wollen Carmen überzeugen und schildern ihr in bunten Bildern die Menschenmassen, vor denen sie auftreten wird, und wie man sie in Havanna – und vielleicht sogar in den USA – als berühmte Sängerin feiern wird / AWAY.
Carmen ist aber mit ihren Gedanken bei Joe. Sie hat sich für diese Liebe entschieden und würde alles wieder genauso machen / IF I HAD TO DO IT ALL AGAIN.
Die Bar ist leer, da taucht plötzlich Joe auf. Beide sind vom Wiedersehen überwältigt. Joe kann nicht lange bleiben, sie aber lässt ihn nicht gehen. Da platzt Sergeant Cooper in einen intimen Moment der beiden. Cooper provoziert Joes Eifersucht und es kommt zu einem Kampf, bei dem Sergeant Cooper ums Leben kommt. Lilas nimmt sich sofort ‚des Problems' an und organisiert Carmen’s und Joe's Flucht. 
ACT 2
In den drei Wochen seit dem Vorfall in der Bar sind Joe und Carmen von Santiago de Cuba nach Havanna gezogen und leben in einem kleinen Apartment ‚Lilas‘ Liebesnest'. Hier ist Carmen aufgewachsen. Er nahm sich ihrer an, nachdem sie als kleines Mädchen seine Uhr gestohlen hatte. Carmen verheimlicht Joe, wohin sie in ihrem aufreizenden Kleid geht und lässt ihn zurück. Ihr Ziel ist Escamillos Konzert. Sie wird in den VIP-Bereich zu Rum geführt. Carmen ist von Escamillos Auftritt beeindruckt und auch er hat nur Augen für sie / TE QUIERO. Rum und Carmen sprechen anschließend über das ‚Geschäft': Sie soll Escamillo zu allen Pressekonferenzen und Empfängen begleiten und auch privat Zeit mit ihm verbringen.
Lilas, Mercedes, Francesca und einige Freunde kommen nach dem Konzert in Lilas‘ Apartment. Joe ist überrascht. Da er nichts von dem Konzert wusste, stoßen ihn die begeisterten Erzählungen der Freundinnen völlig vor den Kopf. Lilas versucht zu beruhigen. Als Carmen nach Hause kommt, treffen die Gegensätze der beiden Welten aufeinander. Sie versucht einen Ausweg zu finden... / IF I HAD TO DO IT ALL AGAIN Reprise. Im Nebenzimmer ist eine kleine Party im Gange / AZUCAR. Die Frauen legen Tarot, bis schließlich Carmen an der Reihe ist. Mit jeder Karte, die sie aufdeckt, wird ihr zukünftiger Weg vorausgesagt. Es gibt keinen Ausweg, für sie sind die Karten bestimmend. Sie weiß, was sie zu tun hat und verlässt das Haus / FATE.
Carmen kommt in Escamillo's Hotel an und will direkt zu ihm. Sein Manager Rum hält sie auf um sich ausgiebig in Szene zu setzen und ihr dann den Zimmerschlüssel vor die Nase zu halten / NOTHING IS FOR FREE. Kurz nachdem Carmen zu Escamillo's Zimmer aufgebrochen ist, taucht Joe in der Lobby auf und wird von Rum hinterhältig nachgeschickt. Joe platzt genau in die Umarmung der beiden. Es kommt zur Konfrontation, an deren Ende Carmen und Escamillo das Zimmer verlassen / TOO LATE FOR LOVE.
Das Schicksal aller ist bestimmt, Glück kann sich wenden, die Herzen sind verschlungen und die Zeit wird das letzte Kapitel bringen. Die Liebe kämpft mit dem Schicksal / GREEK CHORUS
Carmen wird von Escamillo der Presse vorgestellt und sie hat einen großartigen ersten TV-Auftritt als Solosängerin / GOOD GOOD LOVIN. Joe versucht, zu Carmen zu gelangen, er ist die letzten zwei Tage und Nächte herumgeirrt und innerlich zerstört. Sein Leben ist ihm entglitten und seine Liebe zu ihr lässt ihn nicht los / SAD SONG.
In Havanna findet das erste gemeinsame Konzert von Escamillo und Carmen statt. Die Stimmung ist fantastisch und beide sehen wie das neue ‚Dream Team' des Popbusiness aus / IT'S MY LIFE. Joe beobachtet den Auftritt aus dem Publikum und kämpft sich seinen Weg hinter die Bühne.
Es kommt zur letzten großen Aussprache. Carmen weiß auf Grund der Karten, wohin ihr Weg gehen soll und wird. Joe versucht sie zu überzeugen, mit ihm zu kommen, alles zurückzulassen und seine Frau zu werden. Sie stößt ihn brutal von sich. Noch während sie sich küssen und er ihr seine Liebe gesteht, hat er plötzlich ein Messer in der Hand / FINALE.
Joe hält Carmen in seinen Armen und sie sind sich näher als sie es jemals waren / EPILOG.

## Kreativteam der Originalproduktion
- Regie und Choreografie – Kim Duddy
- Musikalische Leitung – Martin Gellner, Werner Stranka / BEAT 4 FEET
- Bühne – Walter Vogelweider
- Kostüme – Robert Schwaighofer
- Lichtdesign – Andrew Voller
- Sounddesign – Andreas Frei
- Make up und Haare – Alexandra Steininger
- Produzent – Johann Kropfreiter

## Produktionen
- Musical Sommer Amstetten: Premiere 19. Juli 2006, letzte Vorstellung 12. August 2006
- Tourproduktion Europa 2007: Premiere 21. August 2007 – Deutsches Theater München, Wiener Stadthalle
- Tourproduktion Europa 2016: Premiere 1. Juni 2016 – Deutsches Theater München
- Carmen Cubana in Concert: XIII Pazaislis Music Festival, Kaunas / Litauen - 6.–8. Juni 2008
- Carmen Cubana in Concert: Vilnius, Kaunas / Litauen - 29.–31.12. Dezember 2015